# 鈴木恭明
鈴木 恭明（すずき やすあき、1934年11月30日 - 2025年4月3日）は、日本の経営者。三菱倉庫社長を務めた。

## 来歴・人物
東京都出身。1960年に早稲田大学第一政治経済学部経済学科を卒業し、同年に三菱倉庫に入社。1992年6月に取締役に就任し、1996年6月に常務を経て、1998年6月に社長に就任。2003年6月に会長に就任し、2005年6月に相談役に就任。
2002年11月に藍綬褒章を受章し、2007年11月に旭日中綬章を受章。
2025年4月3日午後11時19分、老衰のため死去。90歳没。